# Community (tv-serie)
 For alternative betydninger, se Community. (Se også artikler, som begynder med Community)
Community er en amerikansk komedieserie, der blev sendt i USA på NBC Fra 2009 til 2015. Serien omhandler de studerende på et folkeuniversitet (Community College) i det fiktive Greendale, Colorado. Serien havde premiere den 17. september 2009 i USA og fik premiere på dansk TV den 18. juni 2010 på kanalen TV3+.
I serien har blandt andre Owen Wilson og Jack Black gæsteoptrådt.

## Medvirkende
- Joel McHale som Jeff Winger
- Gillian Jacobs som Britta Perry
- Danny Pudi som Abed Nadir
- Alison Brie som Annie Edison
- Donald Glover som Troy Barnes
- Yvette Nicole Brown som Shirley Bennett
- Chevy Chase som Pierce Hawthorne
- Ken Jeong som Señor Ben Chang
- Jim Rash som Craig Pelton
- Jonathan Banks som Professor Hickey
- John Oliver som Professor Ian Duncan